# Speyeria californica
Speyeria californica är en fjärilsart som beskrevs av Henry Skinner 1917. Speyeria californica ingår i släktet Speyeria och familjen praktfjärilar. Inga underarter finns listade i Catalogue of Life.